# نوم عميق (فلم)
نوم عميق (بالإنجليزية: Sleep Tight) و(بالأسبانية: Mientras duermes؛ lit. While You Sleep) هو فيلم سينمائي إسباني صدر عام 2011 من إخراج جيوم بلاجويرو. تم تطوير الفيلم تحت عنوان Flatmate. في عام 2018، تم إصدار نسخة كورية جديدة للفيلم بعنوان Door Lock.

## القصة
سيزار (لويس توسار) حارس عمارة في برشلونة، شخص بائس يعتقد أنه وُلِد بدون القدرة على السعادة. نتيجة لذلك، قرر أن مهمته هي تحويل حياة جميع من حوله إلى جحيم. غالبية المستأجرين سهلة إثارتهم وتحريضهم، لكن كلارا (مارتا إيتورا) أثبتت أنها أصعب منهم. لذلك يذهب سيزار إلى أقصى درجات المراقبة ويقوم بالدخول إلى شقتها والاختباء تحت سريرها لجعل هذه الفتاة الشابة تتحلل عقلياً. تزداد الأمور تعقيدًا في هذه العلاقة الملتوية عندما يظهر صديقها ماركوس (ألبرتو سان خوان).

## وصلات خارجية
- مقالات تستعمل روابط فنية بلا صلة مع ويكي بيانات